# Jardim das Marias
O Jardim das Marias é um jardim localizado próximo das Portas de Benfica, em Lisboa. A criação deste jardim resultou da iniciativa de um grupo de moradores.